# Avoca, Iowa
Avoca är en ort i Pottawattamie County i Iowa. Vid 2020 års folkräkning hade Avoca 1 683 invånare.

## Kända personer från Avoca
- Richard Beymer, skådespelare